# Loud LDN
Loud LDN es un colectivo de artistas femeninas y de género expansivo con sede en Londres. Fue descrito por NME en diciembre de 2022 como una «comunidad de […] artistas de drum 'n' bass, pop y R&B en todas las etapas de sus carreras".
Formado en mayo de 2022 por coupdekat y Maisi como un chat grupal de WhatsApp llamado Ladies Making Noise in London, el chat se expandió a su propia página de Instagram y, finalmente, a sus propios eventos. Sus miembros han incluido a Piri, Caity Baser, Venbee, Issey Cross, Charlotte Plank, Willow Kayne, Bshp, Charlotte Haining, A Little Sound y Parthenope, y entran regularmente en la lista de sencillos del Reino Unido; una lista en una ocasión presentaba cinco entradas de miembros de Loud LDN.

## Historia
Loud LDN es un colectivo dirigido por mujeres de más de 100 mujeres y artistas de género expansivo con sede en Londres, y fue fundado en mayo de 2022 por las músicas coupdekat y Maisi; Maisi se encontró con una de las canciones de coupdekat en TikTok, y la invitó a almorzar, donde hablaron sobre la soledad de ser una mujer en la industria de la música y cómo a menudo se enfrentaban entre sí. Esto las llevó a configurar un chat grupal en WhatsApp llamado Ladies Making Noise in London para las mujeres y los músicos no binarios que conocían en ese momento.
Inicialmente, el chat grupal comenzó con diez músicos, incluido Piri; la adición de otros miembros hizo que la lista de miembros creciera a cuarenta personas, lo que los llevó a configurar una página de Instagram; según Maisi en una entrevista a Spotify en abril de 2023, eligieron el nombre Loud LDN porque «[ellos] quieren ser ruidosos en la industria, [ellos] quieren gustar, dejar [su] marca, [ellos] quieren que todos los escuchen».
En noviembre de 2022, Venbee mencionó que estaba en el chat grupal en un artículo de NME; esto hizo que aumentara el interés en el chat grupal hasta el punto de que el colectivo tuvo que instituir requisitos de elegibilidad y un proceso de solicitud. Más tarde ese mes, celebraron un evento en The Bunker en Deptford Broadway; Charlotte Plank, quien ayudó a organizar el evento, usó un artículo de NME de diciembre de 2022 para señalar que se había «creado como un espacio seguro donde las mujeres pueden ir y relajarse [sin] tener que preocuparse por ser manoseadas o tocadas».
En diciembre de 2022, el colectivo apareció en una lista de reproducción de BBC Music Introducing. En febrero de 2023, actuaron en Dalston Den. En marzo de 2023, actuaron en el Good Karma Club de Abbie McCarthy en Colors en Hoxton. En abril de 2023, actuaron en el evento emergente Our Generation de Spotify. En junio de 2023, actuaron en Dalston Den, y más tarde ese mismo mes los miembros actuaron en Reign Down en Southbank Center, como parte del Meltdown Festival. Coupdekat utilizó una entrevista de junio de 2023 para señalar que el chat tenía «120 miembros» y que se había trasladado a Discord.

## Miembros selectos
- A Little Sound[6]
- Abbie Ozard[8]
- Bshp[10]
- Caity Baser[4]
- Cat Rose Smith[15]
- Charlescantbreathe[16]
- Charlotte Haining[6]
- Charlotte Plank[6]
- Clara Bach[8]
- Coco Vieno[17]
- Coupdekat[2]
- Darla Jade[18]
- DellaXOZ[8]
- Driia[19]
- Ella Fae[20]
- Ellie Dixon[21]
- Elphi[12]
- Evi Giorgi[22]
- FranQi[21]
- Georgia Twinn[21]
- Hannah Grae[23]
- Hollie Gautier[18]
- Indi[9]
- Issey Cross[8]
- Izzi De Rosa[24]
- Jangs[8]
- Jacqui Wheeler[19]
- Josie Man[8]
- Kkbutterfly27 Xx[17]
- Laurel Smith
- Loveday[16]
- Lucy Deakin[10]
- Lucy Tun[2]
- Maisi[6]
- Martha Jean
- Marz Fay[18]
- Matilda Cole[8]
- Molly Burman[8]
- Nat Slater[18]
- Nieve Ella[23]
- Nonô[25]
- Nova May[18]
- Nxdia[18]
- Parthenope[8]
- Piri[6]
- Rosie Charles[8]
- Sofy[26]
- Sophie Griffiths[20]
- Spider[10]
- Szou[27]
- Tapwaterlucy[10]
- Tomike[18]
- Venbee[6]
- Vi0let[18]
- Willow Kayne[6]
- Yaoundéboxingclub[25]
- Yeshi[28]

## Discografía seleccionada
Los sencillos de Piri (como la mitad de Piri & Tommy), Caity Baser, Venbee, Issey Cross, Charlotte Plank y Bshp han entrado en la lista de sencillos del Reino Unido; la lista que finalizó el 4 de mayo de 2023 contenía cinco entradas de miembros: «Messy in Heaven» de Venbee, «Oh Baby» de Cross y Bshp, «Pretty Boys» y «Feels This Good» de Baser, y «Dancing Is Healing» de Plank.